# スポ根
スポ根（スポこん）は、日本の漫画・アニメ・ドラマにおけるジャンルの一つ。「スポーツ」と「根性」を合成した「スポーツ根性もの」の略語。このジャンルの作品を「スポ根漫画」「スポ根アニメ」「スポ根ドラマ」と呼ぶ。

## 定義
狭義のスポ根とは、1960年代から1970年代の日本の高度経済成長期に一般大衆の人気を獲得したジャンルであり、メキシコ五輪が開催された1968年前後に人気のピークを迎えた。定義について漫画評論家の米澤嘉博は『戦後史大事典』の中で次のように記している。
これに対し漫画編集者の南信長は「等身大の主人公が根性と努力で勝利を目指す」ものを正統的なスポ根としているが、漫画評論家で編集者の村上知彦らは「特訓の成果として編み出す必殺技」の要素や「努力型主人公と天才型ライバルの対比」の要素、京都精華大学教授で京都国際マンガミュージアム研究員の吉村和真は「過激な特訓」の要素を加え次のように記している。
主人公が努力と根性でひたむきに競技に取り組み、特訓を重ね、あらゆる艱難辛苦を乗り越えて成長を遂げてライバルとの勝負に打ち勝っていくのだが、主人公が背負った苦労を強調させるために、スポーツ選手としての天性の素質を持ち容易く主人公を打ち破ることが出来るライバルの存在は必須であり、貧困層出身の主人公に対し富裕層出身のライバル、といった対比構図も盛り込まれた。こうした弱者が強者に努力と根性で立ち向かうストーリー構成は高度成長期に一般大衆が抱いていた「欧米諸国に追いつき追い越せ」という価値観と一致するものであり、当時の読者に支持された。なお、教育評論家の斎藤次郎は「スポーツの世界に生きるヒーローの世界をそれぞれの固有の面白さで味つけした程度なら単に『スポーツもの』で、『スポ根』となると悲劇的なまでに苦行が描かれなければならない」としている。また、1980年代以降に少年層や女性層の人気を獲得した『週刊少年ジャンプ』の中心テーマ「友情・努力・勝利」とスポ根を同一視する例もあるが、桃山学院大学准教授の高井昌吏は「『週刊少年ジャンプ』における『男の物語』は、1970年代前後のような『禁欲的な男たちの物語』ではない。その点には注意が必要である」としている。
広義のスポ根とは、実際の選手が「あるスポーツに打ち込んでやり遂げようとする」「一つのスポーツにひたすら打ち込み、努力を重ねる」などの精神、「主人公がスポーツの勝負を通じて技術的・精神的に成長する姿を描いたビルドゥングスロマン」とされる。なかには、思考能力を競うマインドスポーツを扱った作品や、スポーツの範疇を超えて競技志向の強い文化系部活動を扱った作品を「スポ根」や「文化系スポ根」として紹介する例や、「スポ根風青春コメディ」「スポ根コメディ」などの言葉で紹介されている例もあるが、本記事では狭義のスポ根作品について紹介する。

## 背景
「根性」とは元々は仏教用語で「その人が生まれながらに持ち合わせる性質」を意味する言葉だが、日本のスポーツ界において「困難な状況にあっても屈することなく物事をやり通す意思や精神力」を意味する言葉として用いられてきた。肯定的な用法には「根性で勝ち取った」、否定的な用法には「根性が足りない」「根性を鍛え直す」などがある。
日本には明治時代から欧米発祥の様々なスポーツが輸入されてきたが社会的交流の手段としての側面に関心は払われず、技術向上と勝利の追求のみに関心が払われた。それらを実現するための指導法と強化体制の確立が重視されてきたが、その中で登場したのが「根性」という言葉だった。精神に訴えかける言葉自体は第二次世界大戦後に非科学的として敬遠されていたが、1964年に行われた東京オリンピックにおいてバレーボール全日本女子を率いた大松博文やレスリング日本代表を率いた八田一朗が精神論を前面に出した厳格な練習方法を導入して成果を挙げた。大松や八田の影響により厳しさに耐え抜き努力する姿勢を尊ぶ風潮が生まれ、スポーツ界のみならず一般社会においても「根性」という言葉が普及するに至った。
一方、「根性」という言葉は時には競技に関わる上での動機づけ、厳しい練習に耐え得る忍耐力、試合に挑む上での集中力の意味で用いられるなど抽象的かつ多義的なものであった。スポーツ分野において精神的要素は不可欠なもので競技のレベルが高くなるほど勝敗や記録に影響を及ぼす傾向があるものの十分な科学的検証がなされてこなかったが、1990年代頃から選手が競技の場において最高の状態で能力を発揮するための自己管理を目的としたメンタルトレーニングの研究開発が行われている。

## 歴史

### 前史
太平洋戦争後、連合軍総司令部 (GHQ) の指示により武道教育や時代劇映画は禁止されていたが、1951年のサンフランシスコ講和条約の締結以降に相次いで解禁されると、漫画の世界でも武道を描いた作品が登場し、1952年から1954年にかけて柔道漫画『イガグリくん』（福井英一）が『冒険王』で連載された。この作品は講談や時代劇などで描かれてきた伝統的な日本人的心情に則ったもので、柔道だけでなく異種格闘技戦の要素も含んだ作風は熱血スポーツ漫画のルーツとも呼ばれ、後の作品群に影響を与えることになった。
『イガグリくん』のキャラクター設定や必殺技を擁した対決シーンは、1958年から『おもしろブック』で連載された貝塚ひろしの野球漫画『くりくり投手』へと引き継がれ、これ以降のスポーツ漫画における定石となった。『くりくり投手』では『イガグリくん』の手法をさらに極端化し、必殺技を身に付けるための過激な特訓の描写も登場した。1961年から1962年にかけて『週刊少年マガジン』では福本和也原作・ちばてつや作画による野球漫画『ちかいの魔球』が連載された。この作品は実在のプロ野球の世界と必殺技の要素を併せた内容となり、後に同誌でやはり福本作・一峰大二作画で連載された『黒い秘密兵器』や、梶原一騎の『巨人の星』へと踏襲された。
一方で、熱血スポーツ漫画からスポ根漫画への流れとは別に、井上一雄の野球漫画『バット君』や寺田ヒロオの野球漫画『スポーツマン金太郎』などの爽やかな作風のスポーツ漫画が存在した。こうした作品に代わって熱血ものが発展した経緯について漫画評論家の竹内オサムは1950年代に始まったテレビ放送の影響を挙げている。竹内によれば、テレビで扱われたプロ野球や大相撲やプロレスの実況放送を通じて大衆の間で「するスポーツ」ではなく「観るスポーツ」が支持を得たことの影響により漫画の世界もエンターテインメント性を強めた。また、この時代には漫画では新しい表現形式の劇画が生み出されており、劇画の写実的かつ動的な手法が後のスポ根作品において取り扱われたことで作品に現実味を与えることに貢献した。

### スポ根ものの誕生

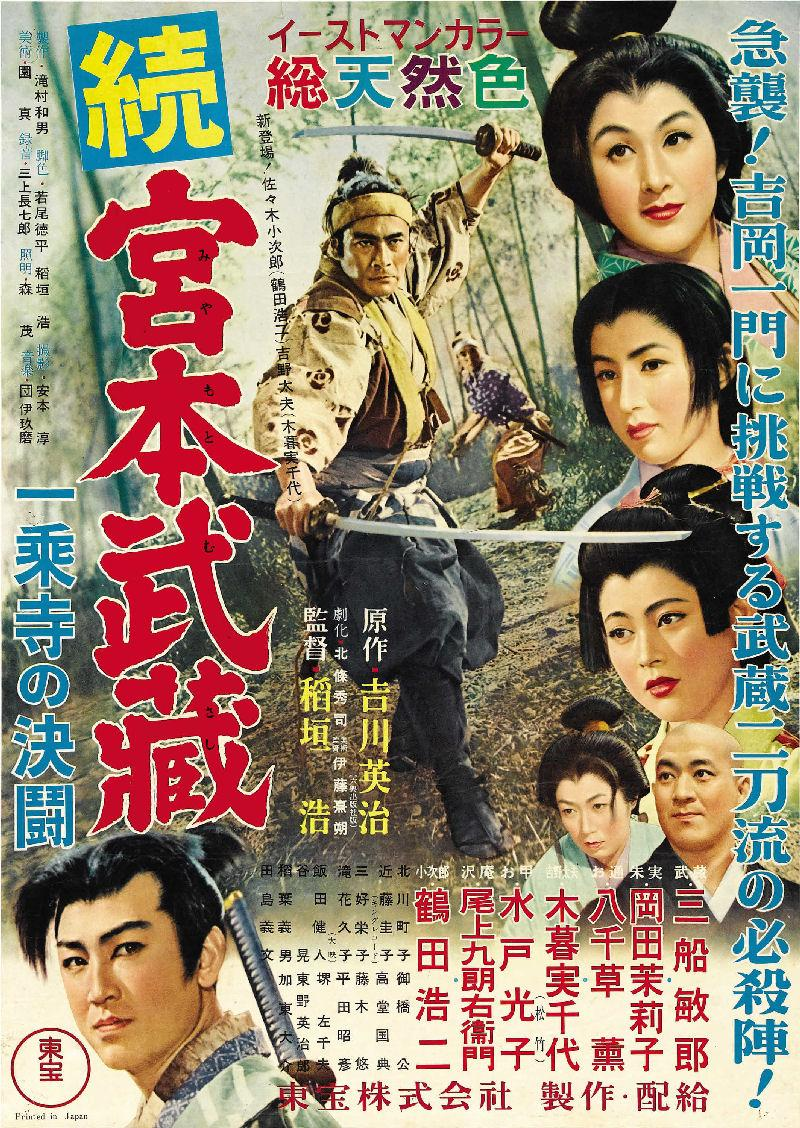
『巨人の星』は吉川英治の小説『宮本武蔵』の漫画版、大河漫画の執筆を依頼されたことにより誕生した。図は同作の映画版『続宮本武蔵 一乗寺の決斗』。

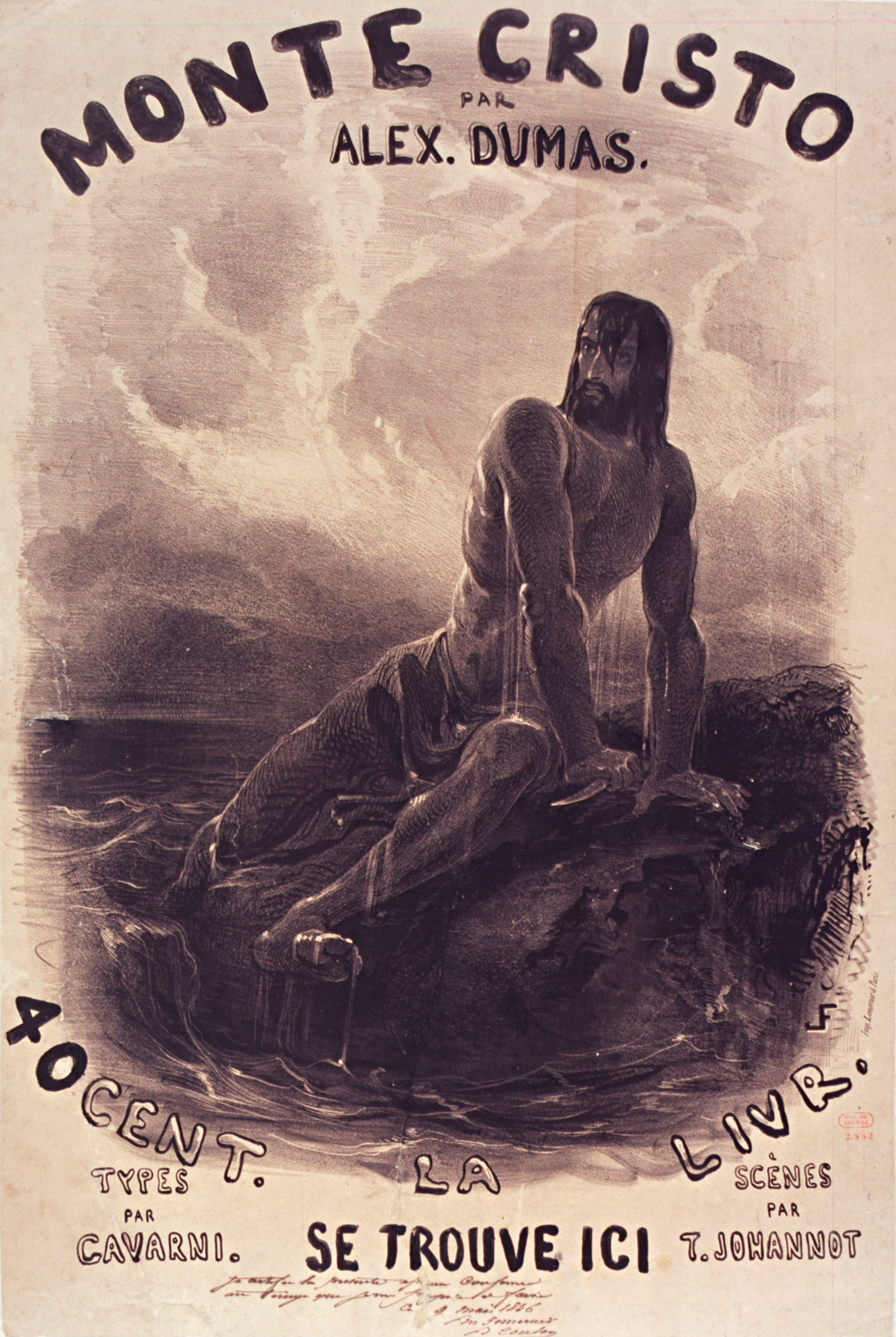
梶原は構想にあたり、小説『モンテ・クリスト伯』の悲劇性を意図した。

一般的に「スポ根」の発祥となった作品や元祖と呼ばれる作品は『週刊少年マガジン』で1965年から1971年にかけて連載された『巨人の星』（原作：梶原一騎、作画：川崎のぼる）である。
『週刊少年マガジン』第4代編集長の宮原照夫によれば、この作品は1930年代に人気を獲得した吉川英治の小説『宮本武蔵』のような、一つの道を究めライバルとの対決に打ち勝っていく人物を主人公とする構想をもつ編集部と、アレクサンドル・デュマ・ペールの小説『モンテ・クリスト伯』のような悲劇的な運命を背負った人物を主人公とする構想を持つ梶原とが結びついたことにより誕生した。梶原によれば自身は元々は少年小説家を志望し、佐藤紅緑の『あゝ玉杯に花うけて』のような作品を手掛けたいと考えていた。漫画人気に押されて少年小説がその役目を終えようとしていた中、『週刊少年マガジン』第3代編集長の内田勝と副編集長の宮原から「大河小説に代わる大河漫画」、『宮本武蔵』の漫画版の原作を依頼されたことをきっかけに誕生したものとしている。
梶原には「クール」「ドライ」といった男性観が賞賛された当時の風潮への反発心があったといい、執筆にあたっては「とことんホットでウェット」「カッコ悪い試行錯誤の繰り返しから磨かれて底光りする真のカッコよさ」を持つ人物を描こうとした。これらの要素に1960年代に社会問題となっていた熾烈な受験競争を後押しする教育ママの存在を反映し、人間教育には父親の存在は欠かせないものとし、「教育ママに対するアンチテーゼ」として父権的なキャラクターを登場させ、主人公・星飛雄馬と父・星一徹の戦いと葛藤が物語の軸となった。
この作品は「一般社会に普遍化できる生き方の見本として、栄光を目指して試練を根性で耐え抜く姿を野球の世界を借りて描いたもの」ともいわれる。作画を担当した川崎の発案による過剰な表現手法や、原作を担当した梶原による大仰な台詞まわしは当時から批判の声もあったが、作品自体は徐々に人気を高め『週刊少年マガジン』の部数を100万部に押し上げた。
梶原は、その後も柔道を題材とした『柔道一直線』（作画：永島慎二・斎藤ゆずる）、プロレスを題材とした『タイガーマスク』（作画：辻なおき）、ボクシングを題材とした『あしたのジョー』（作画：ちばてつや）の原作を務めたが人生論的な要素が強い『巨人の星』とは異なる趣向を取り入れた。梶原の自伝によれば『柔道一直線』では技と技の応酬といったエンターテインメント性に焦点を当てる一方で立ち技優先の傾向があった当時の日本柔道界へのアンチテーゼを、『タイガーマスク』では往年の『黄金バット』のプロレス版を標榜し善と悪の二面性のあるヒーローを、『あしたのジョー』では『巨人の星』の主人公・星飛雄馬のような模範的な人物へのアンチテーゼとして野性的な不良少年・矢吹丈を主人公としアウトローぶりを意図した。
なお、梶原自身は「根性」「スポ根」という言葉にさほど価値を見出しておらず、ミゲル・デ・セルバンテスの小説『ドン・キホーテ』に準え、「それを言うのならドン男路線。すなわち、ドン・キホーテ男性路線とでも願いたい」と発言していた。この小説は主人公が騎士道物語に熱中するあまり幻想に囚われ、従者を連れて旅先で騒動を起こすといった内容であるが、ライターの近藤正高は梶原の真意について「はた目には滑稽に見えても、本人は真剣に巨大風車めがけて突撃していく、そうした姿こそが男の美でありロマンであると考えていた」と解釈している。
梶原型主人公の多くはライバルとの戦いを孤独の中で挑み、時には両親や師匠も敵となる。試合での勝利よりもライバルとの戦いに価値を追い求め、血のにじむ様な特訓を重ね、身体を過度な負荷にさらしながら道を究めようとする。『柔道一直線』の主人公・一条直也のような一部の例外はあるものの、『巨人の星』の星飛雄馬、『あしたのジョー』の矢吹丈、『タイガーマスク』の伊達直人をはじめ、その多くが再起不能や死といった悲劇的な結末を迎え、競技の表舞台から去っていく。
スポ根の手法は少女漫画にも伝播したが、このことは従来、品行方正で内向的な傾向の強かった少女漫画の作品世界に競争の原理を導入したと評される。バレーボールを題材とした『アタックNo.1』（浦野千賀子）や『サインはV』（原作：神保史郎、作画：望月あきら）では少年誌さながらの必殺技の応酬や根性的な特訓が描かれると共に、恋や友情や家庭の問題、思春期の悩みといった少女漫画の主要テーマが盛り込まれた。漫画評論家の米澤嘉博は「スポーツものとは、ある意味で肉体のドラマ」とした上で「スタイル画ではない、動きや肉体を感じさせる『絵』を持たなければ、表現できないジャンル。肉体性を脱け落とした形では表現できなかっただろう」と評している。
これらの作品は「スポ根」の代表的作品と評価されており、人気作品は1969年前後に次々とアニメ化やテレビドラマ化された。

### 発展と沈静化の兆し
1973年のオイルショックを契機に高度成長から安定成長期へと移行し、人々の関心は経済的安定や社会的上昇から個々の内面的な充足や多様な価値観を求める志向へと変化すると、漫画の世界もそれと並行して日常生活の機微を反映したものへと移行した。
この時代には従来の梶原作品に対抗して、「健全さと明るさ」を基調としたさわやかなスポーツ漫画に回帰する動きが始まったとされる。それまで『男どアホウ甲子園』をはじめ、いくつかの野球漫画を手掛けていた水島新司は、梶原による作品群が物語を描く上で野球をはじめとした競技を小道具のように扱っていることに反発があったといわれる。1972年から1981年にかけて連載された野球漫画『ドカベン』では、ライバル同士の対決を描きつつも社会階層の対立軸や根性的要素は薄れ、「秘打」と呼ばれる必殺技の要素を残しつつも魔球の描写は排除し、現実的な試合展開と個性的な登場人物による人間ドラマを描いた。
『ドカベン』と同時期に連載されたちばあきおの野球漫画『キャプテン』や『プレイボール』では根性や努力といった要素を残しつつも魔球などの空想的な要素を排除し、等身大の登場人物たちが部活動に打ち込む姿に焦点を当てた。漫画コラムニストの夏目房之介は水島の作品群や、ちばの『キャプテン』が従来の「魔球によるライバル対決」から「集団スポーツの駆け引き」という構造に転換しえた理由について、読者層の年齢上昇による野球理解の変化を挙げている。
また、1976年から1981年にかけて『週刊少年サンデー』で連載されたボクシング漫画『がんばれ元気』（小山ゆう）は、主人公・堀口元気が亡き父の遺志を継いで努力を重ねチャンピオンを目指す内容となり、主人公を裕福な家庭から過酷なプロの世界に飛び込ませることで従来の「貧困からの脱却」「社会的上昇」といったテーマに異議を唱える形となった。この作品をもって、「生死を賭けた戦い、血の特訓、必殺技、悲劇的結末」といった梶原型スポ根からの転換点とする見方もある。
少女誌においても、1973年から1980年にかけて連載されたテニス漫画『エースをねらえ!』（山本鈴美香）では、作品序盤は努力型の主人公・岡ひろみ、ライバル・竜崎麗香、鬼コーチ・宗方仁といったスポ根ものの構造を残していたが、作品が進行するに従ってそれらの枠組みから脱却し登場人物たちが自立し成長する物語へと変化した。前出の米澤は「勝負の面白さ、勝ち負けといったエンターテインメントとしてのスポ根ドラマを拒否したところから、『エースをねらえ』は始まる」と評した。
ただし、ちばの作品群については指導者の姿を意識的に排除し、部員たちが自主的・自発的に活動する姿を描きながらも、教育評論家の斎藤次郎が「野球を楽しむというのは、手抜きや遊びで『弄る』のではない」と評するように過酷なまでな部活への取り組みが描かれ、小山の『がんばれ元気』については元々『あしたのジョー』を意識した作品であり、ライバルや師匠の悲劇的な結末や旧来的な特訓も描かれた。『エースをねらえ』については飽くなき求道精神のため、恋愛をも「精神修行のための一プログラム」としてあつかうなど、いずれも苦行的要素、禁欲的要素を残す形となった。
スポ根における特徴の一つだった魔球や必殺技の要素は1972年から1976年にかけて連載された野球漫画『アストロ球団』（原作：遠崎史朗、作画：中島徳博）においていっそう過激化し、作品終盤では超人選手によって次々に生み出された「必殺技」により多数の死傷者を生み出す、デスマッチの場と化した。評論家の竹熊健太郎は「『巨人の星』が貧困の克服（高度経済成長）を背景にした1960年代の神話とすれば、この作品は社会が安定し『貧困』という動機づけを喪失した1970年代の神話である」としている。一方、『ドカベン』の作者である水島は野球漫画『野球狂の詩』の中で魔球を存在ではなく情報として扱い、魔球という言葉により相手に精神的重圧を与える、試合における「駆け引き」の道具として描くことによって「魔球」を否定した。これらの作品によってスポ根の特徴だった荒唐無稽な要素は退潮し、スポーツ漫画は現実的な作風へと転換していった。

### テレビドラマ

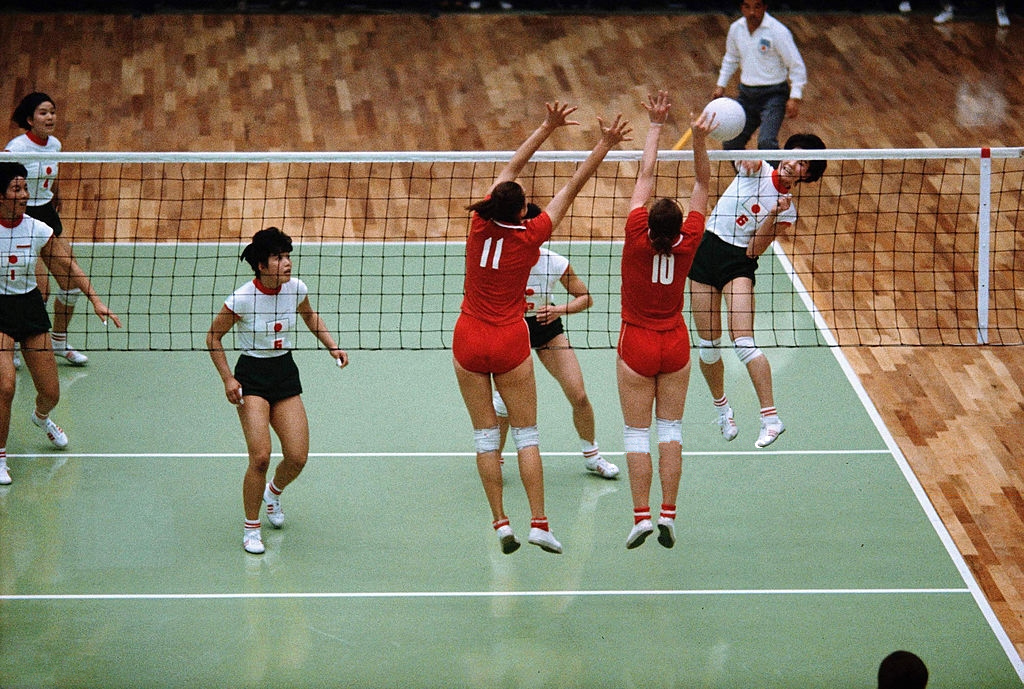
テレビドラマとして「スポ根」が扱われた背景には東京オリンピックでのバレーボール全日本女子の活躍が影響を与えている。写真は1964年10月23日に行われたソビエト連邦戦。

スポ根漫画の誕生と前後して日本テレビ系列では東宝とテアトル・プロの共同制作による、ラグビーやサッカーといった集団スポーツを通じた教師と生徒たちの交流を描いた『青春とはなんだ』『これが青春だ』『でっかい青春』の“東宝青春学園シリーズ”が放送された。この背景には、1964年に行われた東京オリンピックにおいてバレーボール全日本女子を優勝に導いた大松博文の影響があるとされている。
1960年代後半から1970年代初頭にかけてスポ根漫画を原作としたテレビドラマが登場し、TBS系列で放送された柔道を題材とした『柔道一直線』やバレーボールを題材とした『サインはV』や水泳を題材とした『金メダルへのターン!』などが人気作品となった。その中で、『サインはV』は「稲妻落とし」「X攻撃」などの必殺技も話題となり高視聴率を記録、当時のバレーボールブームやスポ根ブームを牽引したが、原作と同様の特訓による根性的要素を表現するために出演者に対して長時間に渡る練習を課し、リハーサルを経て消耗し切った所で撮影に挑んだ。同作の終了から3年後の1973年には、主演を岡田可愛から坂口良子に交代した続編が放送されたが、前作ほどの人気を得ることは出来ずに終了した。
1970年代中盤以降、中村雅俊主演の『俺たちの旅』などの青春ドラマが人気を獲得し、スポ根番組ブームは終息したが、1979年にはテレビ朝日系列でバレーボールを題材とした『燃えろアタック』（原作：石ノ森章太郎）が放送された。この作品は必殺技「ヒグマおとし」やチームメイトの死など『サインはV』の影響を受けたもので、モスクワオリンピック出場を目指し奮闘する内容だったが、1980年代に中華人民共和国で『排球女将』のタイトルで放送され人気を獲得した。
1984年から1985年にTBS系列でラグビーを題材とした『スクール☆ウォーズ』が放送された。この作品は、元ラグビー日本代表の山口良治が高校の弱小ラグビー部を監督就任から7年で全国優勝に導いた実話を脚色したもので、不良の巣窟となっていた学校の再生、109対0の大敗、部員や支援者の死といった困難を乗り越え全国優勝を果たすまでが描かれている。放送当時すでにスポ根的手法は「時代遅れ」という評価もあったが、いわゆる大映ドラマの特徴でもある過剰な演出やセリフ回しにより、当時の学生たちの人気を獲得した。主人公・滝沢賢治を演じた山下真司は「セリフは劇画調で、自分の演技もまだまだ。でも、向上心や悔しさ、苦悩や希望のつまった内容が届いたのだろう」と評している。1990年には滝沢らの6年後の姿を描いた続編『スクール☆ウォーズ2』が放送されたが、少年院を舞台にした非現実的な要素（原作もラグビーではなく高校野球を描いた小説である）に加え、それをかき消すほどの前作のような熱量も足りず、全16話で終了した。

### テレビアニメ

スポ根作品のアニメ化に際しては、さまざまな表現手法や演出法が開発され、後の作品群に影響を与えた。図はアニメ版『あしたのジョー』の一コマ。

漫画やドラマにおけるスポ根人気と東京オリンピック開催の影響もありアニメの世界でもスポ根が扱われることになった。その最初の作品として既に原作の漫画が人気を獲得していた『巨人の星』のアニメ版が企画されたが、当時のアニメ作品で描かれていた登場人物のキャラクターデザインの多くはデフォルメされたものであり劇画調の登場人物を取り扱った経験が不足していたことから「『巨人の星』のアニメ化は不可能」「アニメ化には相応しくない」と評されていた。
『巨人の星』では原作と同様に過剰な表現が多用された。これは監督を務めた長浜忠夫が「演劇において役者が演じる大仰な演技」そのものをアニメの世界にも求めたためであり、長浜自身は「オーバーリアリズム」と称していた。また『タイガーマスク』では劇画の荒々しい描線を表現するためにトレスマシンという手法が導入され、『あしたのジョー』では監督の出崎統によって当時としては実験的な「止め絵」などの表現手法や演出法の研究が行われた。こうした手法はスポ根アニメ全体でも用いられただけでなくスポーツ以外の分野でも用いられるなど、日本アニメの技術の進歩に貢献した。
アニメ作品は漫画作品に比べて進行が速く漫画の連載状況に容易に追いついてしまうことからオリジナルの登場人物やエピソードが新たに追加された。こうした事情について『あしたのジョー』の作画を担当した漫画家のちばてつやは「自分の手元から離れた世界。親元から離れた子供のように向うの世界で良い人生を送れたらいいと割りきっていた」と証言しているが、反対にアニメの演出が自身の連載作品に影響を与えることもあったという。
1968年から1971年にかけて放送された『巨人の星』では原作に倣った展開だけでなく主人公・星飛雄馬の姉・明子に焦点を当てたエピソードや沢村栄治などの実在選手のエピソードが挿入され、最終話のラストシーンでは原作の「飛雄馬が教会の屋根に掲げられた十字架の影を背負いながら一人で去る」といった悲愴な描写から「星親子が和解して息子が父親に背負われながら球場を去る」といった温かみのある描写へと刷新されている。
1969年から1971年にかけて放送された『タイガーマスク』でも原作を追い越した際のオリジナルストーリーが追加されたほか原作とは異なる結末が描かれている。また、主人公・伊達直人を支える人物として吉川英治の小説『宮本武蔵』における沢庵和尚をイメージした師匠の嵐虎之介や、虎の穴時代からの親友である大門大吾、弟分の高岡拳太郎といった登場人物が新たに創作され準レギュラーとなった。
1970年から1971年にかけて放送された『あしたのジョー』は好評を得ながらも漫画の連載状況に追いついたため途中のエピソードで終了したが、1980年から1981年にかけて放送された続編の『あしたのジョー2』ではライバル・力石徹の死後から最終話までのエピソードが描かれた。この作品を始め国内のアニメ界では、1970年代後半から1980年代初頭にかけて旧作アニメのリメイクブームが起こったが、劇画調の描線の荒々しさは減少し、背景も野性味を表すものから入射光や投射光を活かした端正なものに変化した。

### ギャグ化による衰退
スポ根漫画の全盛期である1960年代には多くの読者の支持を得たが、その一方で精神主義や芝居がかった演出には当時から批判的な意見があった。1975年から1978年にかけて『週刊少年ジャンプ』で連載された野球漫画『1・2のアッホ!!』（コンタロウ）や、1977年から1980年にかけて『週刊少年ジャンプ』で連載された野球漫画『すすめ!!パイレーツ』（江口寿史）では、そうした批判的視点を背景に従来のスポーツ漫画にギャグ漫画の要素を取り入れ、スポ根的な価値観を風刺した。
1980年代に入ると、「直向きさ」「努力」「根性」といった価値観は格好の悪いもの、ダサいものとして見做されるようになっていた。1978年から1983年にかけて連載された格闘漫画『1・2の三四郎』（小林まこと）では、主人公・東三四郎が周囲から「直向き」や「熱血」と見られることを恥じて隠そうとする姿が描かれている。本作品の17巻では、主人公と仲間たちが『巨人の星』の登場人物の「互いの健闘を讃えあい涙を流す」姿に共感し涙を流したところ、ヒロインからそれを咎める台詞を投げかけられ、背を向ける姿も描かれている。これについて比較文学者のヨコタ村上孝之は『巨人の星』に「神聖さと滑稽さ」「理想と気恥ずかしさ」の相反する感情を抱くことは1950年から1960年生まれの読者に共有された体験であり、同作がひときわパロディの対象となった理由としている。
1984年に少女誌の『花とゆめ』で連載された野球漫画『甲子園の空に笑え!』（川原泉）では、かつてのスポ根漫画における「感動のあまり涙を流す」「仲間同士による抱擁」といった友情や絆を表す表現を「交感神経の異常」と冷めた視点でとらえ、努力や根性とは無縁の脱力的で寓話的な雰囲気のまま大会を勝ち上がる姿が描かれた。
また1980年代初頭のお笑いブームの際、コント赤信号やヒップアップなどのお笑いグループは学園ものやスポ根ものをコントに取り入れ、「不良生徒が教師に殴られて改心し、皆で夕日に向かって走っていく」や「瞳の中に燃え盛る炎」などのシーンを再現し笑いの対象としていたが、放送作家の高平哲郎は「こうしたコントで沸く若者も知らず知らず学園ものやスポ根ものに反発を感じていたのだ。いわば彼らにとって息抜きの場だった漫画なのに、父と子、根性、努力などを教育されてしまった反発がスポ根コントを笑える原動力となっているのだろう」と評した。
かつて一般大衆の価値観を反映したといわれたスポ根は、1970年代末から勃興したギャグ化の流れの中で嘲笑の対象となり衰退した。

### スポーツ漫画の変容

1980年代以降、それまでの過酷な特訓や努力の描写に代わり、爽やかさや友情を謳いあげる作品が台頭した。写真は『キャプテン翼』の銅像。

あだち充は1978年から1980年にかけて『週刊少年サンデー増刊号』において野球漫画『ナイン』を連載した。この作品は第1話こそ熱血風の内容で始まるものの、それ以降はラブコメものへと移行。従来通りライバルが登場し、甲子園という目標を設定してはいるものの努力や勝敗に固執せず、登場人物の触れ合いや感情の機微を中心に描いた。あだちは従来の熱血少年ものの登場人物が「努力してますとか頑張ってますとか、大声でアピールする」ことや、ラブコメものの登場人物が「秘めたる思いを簡単に口に出す」ことに、かねてから「野暮さ」を感じていたといい、「野暮はイヤだよね。それを言っちゃったらおしまいだろうという感覚は、落語から教わっています」と発言している。
さらに、あだちは1981年から1986年にかけて『週刊少年サンデー』において野球漫画『タッチ』を連載した。この作品はマイペースな主人公・上杉達也、双子の弟・上杉和也、ヒロインの浅倉南による三角関係が展開され、交通事故による和也の急死をきっかけに達也がその遺志を継いで全国を目指すといった内容であり、スポーツ漫画および少年漫画の世界に少女漫画的な手法を導入した作品、「野球物路線と『みゆき』におけるラブコメ青春路線を合体」した作品と評される。
この作品では、近親者の死とその遺志を継ぐ宿命、ライバルとの対決といった図式を残しつつも、「生死を賭けた戦い」「精神の修養」といった旧来の求道者的な価値観は描かれず、登場人物間の三角関係や野球についての深刻な局面において、明るさや軽妙さを挟むことで敬遠させる「間を外す」手法が特徴となっている。作品終盤で主人公が夏の甲子園出場を果たし、ヒロインからの愛を獲得、最終話では甲子園における最終的な勝者となったことが暗示される中、ライバル・新田明男からの新しいステージでの再戦の申し出を拒否する言葉を語らせている。夏目は1991年に出版した『消えた魔球 熱血スポーツ漫画はいかにして燃えつきたか』の中でこの場面を採り上げ「この一言で熱血スポーツものはコケた」と評し、一連の流れの終焉を見ている。さらに夏目は1984年から連載された水泳漫画『バタアシ金魚』（望月峯太郎）において、「（熱血、努力、根性、必殺技などの）かつての少年スポーツヒーローの条件の全てが壊れてしまった」としている。
夏目と同様に評論家の呉智英は1970年代後半から続くギャグ化、数々のスポ根作品を生み出した梶原一騎の傷害事件とスキャンダルによる漫画界からの撤退、安定成長期に生まれ育った読者層との価値観の断絶。京都精華大学教授で京都国際マンガミュージアム研究員の吉村和真は、根性の要素を打ち消した爽やかな作品群の登場、スポーツ界での伝統的な指導法に代わる科学的理論に基づいた指導法の研究開発、などといった社会情勢の変化によりスポ根というジャンルの終焉を見ている。
この時代は国内のスポーツに対する価値観が、それまでの「苦しさ」から「楽しさ」へと転換しようとした時期でもあるが、1981年から『週刊少年ジャンプ』で連載されたサッカー漫画『キャプテン翼』（高橋陽一）では従来のスポ根の構造を逆転させ、天才型の主人公が根性や努力に支えられた精神主義を基盤とするライバル達と対峙する作品となった。この作品では努力や特訓の成果ではなく「サッカーの楽しさ」「自由な発想」が勝敗を決定する価値基準となり、天才型主人公の大空翼の壁を越えられずに葛藤する努力型ライバルの日向小次郎に特訓の成果ではなく「自由な発想」という作品内の価値基準に気付かせることで、追いつかせる描写がなされた。ただし、横浜国立大学教授の海老原修は「努力より才能を重んじる作品が人気を獲得したからといって日本人の思考が変わってきたとは言えない。コミックの読者欄には努力を尊ぶ声も少なくなく、この呪縛から離脱することは生半ではない」と2000年代前半時点においてもスポ根の影響がまだまだ日本には根強いことに言及している。
1980年代中盤に入ると、さわやかな作品やコミカルな作品が台頭する影で、野球漫画『県立海空高校野球部員山下たろーくん』（こせきこうじ）や『名門!第三野球部』（むつ利之）などの根性を前面に出した作品が連載され、一部読者の支持を集めた。評論家の米澤嘉博は両作品を「時代の華やかさに取り残された地味なもの」とした上で「『タッチ』の明るいさわやかなカッコよさの後に、泥臭い青春が描かれ支持されたことは記憶すべきかもしれない」と評している。
一方、漫画家の島本和彦は「70年代の梶原一騎的なスポ根からいったん脱却してラブコメ全盛」の時代や、編集者がスポ根ものを希望しても、どれもうまくいかない「スポ根冬の時代」を経て、1989年から連載されているボクシング漫画『はじめの一歩』（森川ジョージ）によってスポ根が復活したという見解を示している。ただし島本は、「かっこわるい奴ががむしゃらにむしゃぶりついていくというのがよくって、また小林まことキャラが隣にいるのが絶妙なバランスなんです」と評するなど、この作品は前時代的なスポ根を踏襲したものではなく、格闘漫画『1・2の三四郎』や柔道漫画『柔道部物語』などを手掛けた小林まことのコミカルな作風を上手く活かしたものだと指摘している。編集者の斎藤宣彦は1980年代が「スポ根冬の時代」であった点には同意を示しているものの、同作については「主人公の少年が精進・努力し、その才能を見出す者や好敵手がいる」点から「60年代から続く正統派の『スポ根』作品」と位置付けている。

### 2000年代以降の状況
その後も、競技そのものの魅力を伝える作品、競技をとりまく登場人物の日常や個々の内面を描く作品などといったスポーツ漫画の傾向は続いている。より日常生活に立脚した作品が主流となり、貧富の格差による対立軸に基づく上昇志向や、それを実現させるための過度の根性や努力といった要素が描かれることは少ない。
2003年から『月刊アフタヌーン』で連載されている野球漫画『おおきく振りかぶって』（ひぐちアサ）はスポーツ漫画の世界にはじめて関係主義を全面的に導入した作品と評されており、才能や努力よりも先に他者との関係性が第一にあり、チームメイト同士や周囲を取り巻く人々の細やかな日常や心理描写が描かれた。精神科医の斎藤環は『おおきく振りかぶって』以降に登場した作品のひとつで、2006年から『イブニング』で連載されているバレーボール漫画『少女ファイト』（日本橋ヨヲコ）の傾向について「『スポ根』とは別の意味での、きわめて勁い精神性が存在する。それはまず何より『他者への配慮』という形で現れる」と評し、かつてのスポ根における精神性と明確に区別している。また、多くの野球漫画を発表している三田紀房は「今の読者にかつてのスポ根の情念は通じない」と明言し、自身の作品『砂の栄冠』では「多くの人々の支えで主人公が才能を開花させる。他者とのコミュニケーションと関係性を描いた上で感動をもたらしたい」と語った。
一方、1990年代後半から少年漫画の世界では機転や才能を伴った作品が主流となっており、スポーツ漫画においても努力自体が勝敗を決するのではなく、機転や才能を伴ってはじめて効果を発揮するものとして描かれる傾向がある。精神科医の熊代亨はその代表例として、2007年から『週刊少年マガジン』で連載されたテニス漫画『ベイビーステップ』（勝木光）を挙げている。この作品では主人公が「努力を効率化させる才能」を持つ人物として描かれるなど、努力の位置づけが従来のスポ根とは異なっている。そのため、熊代は機転や才能に裏付けられたものでない愚直な努力のみでは、成長なき格差社会の下で育った読者には説得力を持ち得なくなっていると指摘している。こうした傾向について精神科医の斎藤環は「これまでの反動なのか、努力の新しい捉え方が広がりつつある。努力に代わる言葉として宿命論や精神論とほど遠い言葉にすれば受け入れやすいのか」としている。
2021年にCOMIC BULL編集長の土屋萌からは、近年では漫画が1話で見切られやすい状況にある中、スポーツ漫画は盛り上がるまでに時間がかかるが「非現実的なレベルアップ」は受け入れられない傾向にあるため難易度が上がり、スポ根に限らずスポーツ漫画自体が減少しているという意見がある。

## 特徴

### 主人公とライバルの関係
スポ根作品ではライバルの存在が必須となることは定義の項で述べた通りだが、梶原一騎の作品群ではその傾向が顕著となる。両者の関係は時に友情とも称されるが、梶原にとっての友情とは馴れ合いや助け合いのようなものでなく、闘争の中で互いを高め合っていくものだとしている。
評論家の米澤嘉博はスポ根における物語性を「主人公に絶対的主点を置き、世界は主人公を中心に回っていく」「すべての登場人物やエピソードは主人公のヒーロー性を輝かせるために存在する。（中略）ライバルたちの生活や心の中が描写され、その力がどこまで描かれようと、そのライバルを倒したのだから、その主人公はますます凄いという具合に、ドラマは流れていく」と評し、相対的な視点を有した手塚治虫の作品群とは対極にあると位置付けている。一方、梶原自身は勝負の結果として勝者と敗者の明暗が分かれたとしても、勝利のみに比重を置いたり、どちらか一方を賞賛する意図はないとしている。

### 必殺技の開発
スポ根作品において血のにじむ様な特訓や、その成果として編み出される必殺技や魔球の存在は欠かすことが出来ないが、完成に至るまでの過程は様々である。スポ根成立以前のスポーツ漫画では必殺技や魔球は主に忍者を出自に持つ競技者が取扱う忍術として描かれ、競技者はそれらの能力を当然のように身に付けているため開発の経緯も定かではなかったが、後のスポ根作品群では特訓の成果として編み出されることが一般化した。漫画コラムニストの夏目房之介は1991年に出版した『消えた魔球 熱血スポーツ漫画はいかにして燃えつきたか』の中で、スポ根作品と必殺技や魔球の関係性をカレーライスと福神漬に準え、本格的なスポーツ漫画を標榜すれば必殺技や魔球の存在は作品を台無しにすると指摘したが、1999年に出版した『マンガの力 成熟する戦後マンガ』では、「格闘技音痴だった私には理解できなかったが、要するにアレは格闘技の基本的な感覚を置き換えたものなのだ。マウンドから打者までの距離でやるから荒唐無稽になるが、体を接した距離ならリアリティのある発想なんじゃないか」と訂正している。
偶然型
無意識のうちに必殺技を編み出すスタイル。本人に自覚がなく理論的裏付けがない。
特訓型
ある理論に基づきそれを具現化するために特訓を行うスタイル。必殺技を編み出すために山などに籠り極限状態に至るまで特訓を試みる。特に梶原一騎の作品では競技の勝敗以上に必殺技の開発と自己の修練に重点が置かれる。必殺技を生み出すための理論、対戦相手の必殺技に対抗するための理論を事細かく構築する傾向が強いが、その理論が現実の競技の特性に沿わない場合や、限度を超えて身体を酷使し精神を抑圧するなど狂信的な手段に訴える場合がある。
導師つき型
指導者の教示の下で必殺技を編み出すスタイル。即時の習得が可能なものから特訓を必要とするものまで難易度は様々であり、選手の本能に任せて実戦の中で編み出す場合もある。
特訓中の偶然型
山籠りなどの特訓の最中に発生した突発的な事象により必殺技を編み出すスタイル。
『エースをねらえ!』のように魔球が登場せず、作中でコーチの宗方仁が魔球を否定する台詞が存在するが、同作のアニメ版ではオリジナル技「竜巻サーブ」という魔球が登場する。
1970年代後期にはボクシング漫画『リングにかけろ』（車田正美）のように理論構築、必殺技の開発、自己の修練などの過程を省略し勝利という結果のみを誇張して伝える作品が登場した。

### 過度のトレーニング
スポーツには日常における身体活動よりも大きな負荷のかかる運動を行うことによって効果が得られるという原則がある。スポ根作品では選手が技術の向上や弱点克服のため特殊アイテムを使い筋力トレーニングに取り組む姿や、長時間におよんで練習に取り組む姿が描かれている。
- バレーボール漫画『サインはV』では朝丘ユミが跳躍力不足という弱点を克服するために練習中に鉛入りの「ブラックシューズ」を装着する場面や[156]、朝丘のライバル・椿麻里が筋力増強と反応速度の向上のために「ブラックシューズ」に加え目隠しをした状態で両手両足と腰にバネを装着し秘密練習に挑む場面が描かれている[156][157]。
- 野球漫画『巨人の星』では主人公・星飛雄馬が筋力増強のために「大リーグ養成ギプス」を日常生活においても装着する場面や[158][159]、少年時代に毎晩のように父の星一徹から「千本ノック」を受ける場面が描かれている[160]。
- 野球漫画『キャプテン』では谷口、丸井、イガラシといった歴代のキャプテンの下で強豪校との試合や大会前に、学業を挟んで早朝から深夜まで長時間におよんで練習に取り組む姿が[161]、丸井キャプテンの代には1日に3試合の日程で12日間に全国大会出場の9校を含む36校と練習試合を行う姿が描かれている[161]。

こうしたトレーニングを現実に行った場合には様々な問題が発生する可能性がある。アスレティックトレーナーの立花龍司はスポ根作品内で描かれている過度の筋力トレーニング、1日間に複数の試合への出場、試合後の居残り練習などといった指導法は少年期の選手を指導する上では不必要であり、例えば野球の投手であれば投球数を制限するなどの配慮がなされるべきであると指摘している。

### 鬼コーチの存在
スポ根作品では登場人物を育成するために過酷なトレーニングを課す指導者の姿が描かれている。代表例としては『巨人の星』の星一徹、『柔道一直線』の車周作、『サインはV』の牧圭介、『エースをねらえ!』の宗方仁などが挙げられるが、しばしば「鬼」「鬼コーチ」と形容される。彼らの一部は現役選手としての夢が破れた存在であり、例えば星は「幻の名三塁手」と称されたが「魔送球」を否定されたため球界を去り、車は必殺技「地獄車」により死亡事故を起こしたため柔道界を去り、宗方は世界的選手になる素質を持ちながら死期を宣告されたため指導者に転身している。彼らは、自らの果たせなかった夢や理想を選手に託し、時には名言を用いて教え諭す役割を担っている。
鬼コーチの指導について2013年3月13日付けの『朝日新聞』は指導者への絶対服従というスポーツ観が社会全体に行き渡っていたことを反映したものとした上で、「スポ根ものでは、しごき、カリスマ的指導者、鉄拳制裁がいわば三種の神器であり、読者にカタルシスを与える道具だった」と評しているが、漫画評論家の紙屋高雪は「肉体の酷使はあっても体罰をスポ根の必要条件と見做すのは無理がある」と指摘している。中でも『巨人の星』の星一徹については「激高しちゃぶ台をひっくり返す」「竹刀で叩く」といった狂信的な指導者としてのイメージが定着しているが、こうした「ちゃぶ台返し」「竹刀での制裁」といった行為は原作漫画においては全く描かれておらず、テレビアニメでの過剰な演出によって視聴者に狂信的なイメージが定着したのではないかと指摘されている。

## 影響

### 社会的影響
日本国内のスポーツ競技の集団主義や精神主義といった事情とスポ根を結びつける指摘があり、スポ根作品がそうした価値観を推奨した影響により学生スポーツにおいて過度の練習や体罰を後押しする結果となったという見方が生まれた。アスレティックトレーナーの森本貴義は、日本人のスポーツに対する「きつい」「つらい」などといった否定的なイメージ形成にスポ根作品からの影響を指摘している。スポーツ教育学などを専門とする友添秀則も一連の作品群が一般大衆へのスポーツ根性の定着を後押ししたものと見ている。
例えば1960年代から1970年代当時、部活動などの現場ではウサギ跳びやアヒル歩きのような半月板や膝関節に負担が掛かるばかりで実質的な効果の少ない運動法が推奨されていたが、これらは運動生理学を知らない指導者達が漫画やドラマの影響を受けて部員に対して課したものだとする指摘がある。
スポ根ブームの渦中には学校の部活動において練習中の事故や、退部を申し出た生徒が部員から暴行を受けるなどの事件が多発したが、そのうちの1965年に発生した東京農業大学ワンダーフォーゲル部のリンチ殺人事件、1970年に発生した拓殖大学空手愛好会の集団暴行事件、都内の中学校に通う女子バスケットボール部員への暴行事件はスポーツ根性と関連付けて報じられた。また、1968年に発生したマラソン選手の円谷幸吉の自殺についても、根性礼賛の中で生まれた事件として報じられた。
ただし、日本国内のスポーツ競技における集団主義や精神主義は、明治時代に政府がスポーツを奨励したことを契機に各学校内に体育会が組織された当時から形成されてきたものである。組織内の上下関係を背景とした指導や、ひたすら鍛錬を積み勝利のみを追求する価値観は第二次世界大戦後の民主化の流れの中でも温存され、スポ根作品が支持を得た1960年から1970年代当時の日本のスポーツ界では厳しい指導が常態化していた。こうした経緯から、漫画編集者の角南攻は「是非はともかく、スポ根の全盛期はどこの部活動やプロ競技でもしごきや体罰が蔓延していた。そうした世相が描写に反映された」と評している。また東京女子体育大学教授の阿江美恵子は「しごきや体罰によって結果を出した選手は現実には一定数いる。そうした選手が指導者側となって自ら経験した指導法を再生産した側面はある。しかし、それは漫画の影響というより、成果を意識したプレッシャーや指導者の能力不足に起因する」と指摘している。
1980年代以降、科学的な分析に基づく効率的なトレーニング方法の導入によりスポーツ界の内情も変化を遂げているが、一部の現場では「しごき」の強要といった古典的な指導法が残されている。2013年5月、文部科学省の有識者会議は大阪市立桜宮高等学校のバスケットボール部員が指導者から体罰を受けたことを苦に自殺した事件を受けて、部活動中において指導者が部員に対して過度な肉体的、精神的負荷を与える行為を禁止するガイドラインを示した。このガイドラインについて『スポーツニッポン』紙は「往年の『巨人の星』のような限度を超えたスポ根ヒーローの出現は難しくなった」と報じた。

### 文化的影響
手塚治虫
漫画家の手塚治虫は生涯に渡って様々な題材の漫画作品を発表したが、スポーツや格闘技の世界を描くことはなかった。その背景には熱血スポーツものの源流となった福井英一への対抗心や、庶民的かつ大衆娯楽的な価値観への忌避感があったといわれる。手塚自身は戦前と戦後で価値観が大きく転換したことへの諦めの感情から、主人公に深入りできなくなりシラケてしまうことを理由に挙げている。また、手塚の弟子にあたるトキワ荘グループについても、その多くがSF作品を手掛けていたことや、梶原とコンビを組む作家の多くが劇画漫画家だったこともあり、梶原との接点はなかった。
手塚は1960年代後半のスポ根ブームの際、室町時代を舞台とした『どろろ』を連載した。この作品において、父・醍醐景光の権威欲のために生まれながらに全身48か所の部位を失う身体的なハンデを背負った主人公・百鬼丸を登場させ、妖怪との戦いの中で各部位を取り戻すとともに自己を確立させていく姿を描いた。社会学者の桜井哲夫は、景光と百鬼丸の関係は『巨人の星』の一徹と飛雄馬の関係への皮肉であり、隠された執筆の動機ではないかと指摘している。さらに、この時期を境に間久部緑郎をはじめ父権的な価値観に反する登場人物を描く傾向が強まったといわれる。
料理・グルメ漫画
料理・グルメ漫画における「公開の場での料理対決やその模様を実況中継という形で解説する」といった手法は従来の野球漫画から伝播したもので、1970年代に『週刊少年ジャンプ』で連載された『包丁人味平』（原作：牛次郎、作画：ビッグ錠）などで導入された後、1990年代に料理人同士の対決を扱ったバラエティテレビ番組『料理の鉄人』に受け継がれた。
また、スポ根における「問題を解消するために特訓を繰り返し、その成果として必殺技を生み出す」といった手法も実況中継の手法に続いて伝播した。「魔球」や「必殺技」の要素は「アイデア料理」「アイデア料理法」へと形を変え1980年代に『月刊少年マガジン』で連載された『スーパーくいしん坊』（原作：牛次郎、作画：ビッグ錠）や、『週刊少年マガジン』で連載された『ミスター味っ子』（寺沢大介）などの作品に受け継がれた。
特撮
東映制作の特撮番組ではスポ根の影響を受け『タイガーマスク』のような子供の変身願望を満たす仮面ヒーロー作品を企画し1971年から1973年にかけて毎日放送・NET系列で『仮面ライダー』が放送された。この作品では優れた身体能力を有する主人公・本郷猛が国際的秘密組織・ショッカーに改造手術を受けたことにより人間離れした能力を手にしたが、第13話のトカゲロン戦では未知の能力を引き出す手段として立花藤兵衛の下で特訓に挑む姿が描かれた。その後、第31話のアリガバリ戦では一文字隼人が、第94話のショッカーライダー戦では両者が特訓に挑む姿が描かれた。ただし、作品自体はスポ根ものだけでなく既存の怪獣ものや妖怪ものの要素を取り入れたもので、以降の仮面ライダーシリーズにおいても視聴者層の少年達が好む様々な要素が取り入れられた。
円谷プロダクション制作の特撮番組でも1970年代当時の「スポ根ブーム」の影響を受けて、1971年から1972年にTBS系列で放送された『帰ってきたウルトラマン』の第4話では主人公・郷秀樹が特訓の末に新必殺技を生み出し敵怪獣の弱点を突いて勝利する場面が描かれた。また、1974年から1975年に放送された『ウルトラマンレオ』では、主人公・おゝとりゲンが特訓を重ねて必殺技を身に付けると共に精神的に成長する姿が描かれるなどスポ根的な手法が定番となっており、鬼コーチ役のモロボシ・ダンから課せられる「ブレーキの利きが甘いジープに追いかけられる」などの過酷な特訓シーンは語り草となっている。
音楽・芸能もの
スポーツと芸能界という舞台は一見すると接点はないが、大舞台での熾烈な主導権争いや、ライバルとの競争に勝ち抜くために努力という代価が支払われる、といった競争原理において相通ずるといわれる。アニメでは、スポ根における「困難な環境にあっても屈することなく這い上がる」要素を全面に取り入れ薄幸の少女が歌手として成功するまでを描いた「音楽根性もの」が企画され1971年に『さすらいの太陽』が放送された。この作品は音楽アニメの先駆けとなった作品とされており、日本では全26話で打ち切りとなったがフランスやイタリアで人気を獲得した。その後、音楽や芸能界を扱ったアニメ作品は様々な変遷をたどるが、同作品が打ち出した様々な試練や悲劇性を前面に出したストーリー展開は、サクセスストーリーを描く上で欠かせないものとして定型化した。
少女漫画では1976年から演劇を題材とした『ガラスの仮面』（美内すずえ）が連載されているが、少女の夢と魅力を中心に描きながらも、スポ根作品の物語構造や人物設定を取り入れ換骨奪胎した作品と評されている。
戦闘美少女
フィクション作品には戦闘美少女というキャラクター類型があるが、『アタックNo.1』をはじめとした女子競技を扱ったスポ根作品もその類型に含まれるとされている。戦闘美少女を扱った作品で1988年にガイナックスにより『トップをねらえ!』というSFロボットアニメが制作され、美少女・巨大ロボット・スポ根という3つの要素を組み合わせた作品となったが、この作品において登場人物が健気や可愛らしさといった「少女らしさ」を犠牲にすることなく戦う姿を描いたことで戦闘美少女という表現の可能性を広げることになったと評されている。
ギャグ漫画
1970年代後半に入りスポ根におけるシリアスな展開、芝居がかった演出、精神主義は野球漫画『1・2のアッホ!!』（コンタロウ）や『すすめ!!パイレーツ』（江口寿史）などの作品により笑いの対象となったが、漫画家の島本和彦は学園漫画『炎の転校生』において、根性を冷笑的にとらえるのではなくリスペクトを踏まえつつ過剰に描き込んだ。その後、島本は『逆境ナイン』や『燃えよペン』などの作品で読者に笑いと熱気の双方を提供する「熱血ギャグ」の作風を確立している。島本は後にゲームパワプロアプリでも熱血ギャグスポ根を手掛けている。
2010年代の状況
2010年代に入り、オタク系コンテンツでは従来の空気系に代わり、学園ものにスポ根的な要素を取り入れた『ラブライブ!』や『ガールズ&パンツァー』などの作品が支持を集めている。評論家のさやわかは『ラブライブ!』について「これまでの萌え要素に加え、登場人物達が努力する姿を応援するものとして発展したことで、従来とは異なるファン層を獲得することに成功した」と評している。
携帯型ゲーム
携帯型ゲームにおいても野球ゲームの一つであるパワプロクンポケットシリーズにおいては、スポ根的な要素が取り入れられているが、その要素の取り入れ方は一捻りされたものである。つまり、従来の主人公とライバルの関係が逆転しているのである。
例えばパワプロクンポケット13「逆襲球児編」に於いては、野球エリートとして恵まれた人生を送ってきた主人公が僻地の分校に転校させられ、根性で立ち上がろうとする。つまり巨人の星で言えば主人公のライバル・花形に相当する人物が主人公になっている。その主人公が逆境に陥り、それを克服することが主題になっている。逆に主人公の敵役として実力はないが努力で主人公に追いつこうとする餅田浩紀が登場し、主人公の前に立ちはだかる。このゲームを開発したゲームクリエイターの西川直樹は「昔の（スポ根）野球漫画であれば彼（餅田）が主役でいける」と話しており、意図的に従来型スポ根を逆転させようとしていたことがわかる。

## 主な作品
| 作品名                                 | 種目             | 連載期間  | ドラマ化     | アニメ化     | 出典              |
| -------------------------------------- | ---------------- | --------- | ------------ | ------------ | ----------------- |
| 赤き血のイレブン                       | サッカー         | 1970-1971 | -            | 1970-1971    | [ 1 ] [ 6 ]       |
| あしたのジョー                         | ボクシング       | 1968-1973 | -            | 1970-1971 他 | [ 1 ] [ 6 ]       |
| アストロ球団                           | 野球             | 1972-1976 | 2005         | -            | [ 6 ]             |
| アタックNo.1                           | バレーボール     | 1968-1970 | 2005         | 1969-1971    | [ 1 ] [ 4 ] [ 6 ] |
| アニマル1                              | レスリング       | 1967-1968 | -            | 1968         | [ 217 ]           |
| 美しきチャレンジャー                   | ボウリング       | 1971      | 1971         | -            | [ 200 ]           |
| エースをねらえ!                        | テニス           | 1973-1980 | 2004         | 1973-1974 他 | [ 1 ] [ 6 ]       |
| 男どアホウ甲子園                       | 野球             | 1970-1975 | -            | 1970-1971    | [ 217 ]           |
| 空手バカ一代                           | 空手             | 1971-1977 | -            | 1973-1974    | [ 6 ] [ 175 ]     |
| キックの鬼                             | キックボクシング | 1969-1971 | -            | 1970-1971    | [ 1 ]             |
| 巨人の星                               | 野球             | 1966-1971 | -            | 1968-1971 他 | [ 1 ] [ 2 ] [ 6 ] |
| 金メダルへのターン!                    | 水泳             | 1969-1970 | 1970-1971    | -            | [ 1 ] [ 4 ]       |
| くたばれ!!涙くん                       | サッカー         | 1969-1970 | -            | -            | [ 4 ]             |
| コートにかける青春 スマッシュをきめろ! | テニス           | 1969      | 1971-1972    | -            | [ 4 ]             |
| サインはV                              | バレーボール     | 1968-1970 | 1969-1970 他 | -            | [ 1 ] [ 4 ] [ 6 ] |
| 侍ジャイアンツ                         | 野球             | 1971-1974 | -            | 1973-1974    | [ 6 ]             |
| 柔道一直線                             | 柔道             | 1967-1971 | 1969-1971    | -            | [ 1 ] [ 4 ]       |
| 柔道讃歌                               | 柔道             | 1972-1975 | -            | 1974         | [ 218 ]           |
| タイガーマスク                         | プロレス         | 1968-1971 | -            | 1969-1971    | [ 1 ] [ 6 ]       |
| ビバ!バレーボール                      | バレーボール     | 1968-1971 | -            | -            | [ 219 ]           |